# 滨海韦斯顿足球俱乐部
滨海韦斯顿足球俱乐部（英語：Weston-super-Mare Association Football Club，/ˈwɛstən ˌsuːpə ˈmɛər/ ）是位於英格蘭西南部森麻實郡海水浴場滨海韦斯顿（Weston-super-Mare）的半職業足球俱樂部，球隊附屬於「森麻實郡足球總會」（Somerset County FA），外號「海鷗」（The Seagulls）。球會自誇歷來從未有降班，但其實於2007年、2008年和2010年球隊經歷尾三位的成績，應該自議南聯降班，但三次均因其他球隊的原因而獲得挽留。球隊曾於2003/04年晉級到英格蘭足總盃第二圈，是歷來最佳成績。
濱海韋斯頓成立於1887年，分別於第一和第二次世界大战時解散。球隊於戰後的1948年重組，並逐步爬升現時身處的英格蘭足球聯賽系統第六級聯賽。
濱海韋斯頓擁有一群溫和的球迷，但與鄰近位於北森麻實的基维顿城（Clevedon Town F.C.）處於激烈的敵對關係，惟於濱海韋斯頓在2003年升班南部聯賽超聯組後，兩隊自此再沒有處於同一聯賽中，而球隊正正是以1-0擊敗死敵基维顿城而取得升班資格。

## 球會榮譽

### 聯賽
- 南部聯賽西部組（Southern League Western Division）[2]
  - 亞軍（1）：2002/03年；
- 西部聯賽（Western League）[2]
  - 冠軍（1）：1991/92年；
  - 亞軍（1）：1976/77年；
- 布里斯托及鄰近地區聯賽（Bristol and District League）[3]
  - 亞軍（1）：1922/23年；

### 盃賽
- 森麻實超級盃（Somerset Premier Cup）[4][5][6]
  - 冠軍（2）：2010/11年、2011/12年；
  - 亞軍（1）：1990/91年；
- 西部高級盃（Western Senior Cup）[3]
  - 冠軍（6）：1971/72年、1972/73年、1973/74年、1974/75年、1975/76年、1977/78年；
- 西部聯賽挑戰盃（Western League Challenge Cup）[7]
  - 冠軍（1）：1976/77年；
- 西部優異盃（Western Merit Cup）[3]
  - 冠軍（2）：1976/77年、1977/78年；
- 西部聯賽附屬盃（Western League Subsidiary Cup）[3]
  - 亞軍（1）：1959/60年；
- 森麻實高級盃（Somerset Senior Cup）[8]
  - 冠軍（1）：1926/27年；
- 布里斯托慈善盃（Bristol Charity Cup）[3]
  - 冠軍（1）：1922/23年；
- 韋斯頓慈善盃（Weston Charity Cup）[3]
  - 冠軍（1）：1910/11年；
- 基維頓慈善盃（Clevedon Charity Cup）[3]
  - 亞軍（1）：1926/27年；

## 外部連結
- Official website （页面存档备份，存于）